# Bridge (studio)
Bridge Inc. (株式会社ブリッジ Kabushiki-gaisha Burijji?) este un studio de animație japonez fondat în 2007 de foști angajați de la Sunrise.

## Istorie
Bridge a fost fondat de membri al celui de al 6-lea studio al Sunrise în timp ce au produs Sgt. Frog.